# Wang Xiaoni
Wang Xiaoni (xinès simplificat: 王小妮, pinyin: Wáng Xiǎoní; Changchun, 1955) és una guionista, poeta i escriptora xinesa. Una de les representants del moviment Menglong Shiren, traduït com a "poetes bromosos".

## Biografia
Wang Xiaoni va néixer el juliol de 1955 a Changchun, província de Jilin (Xina).
Durant la Revolució Cultural, va ser enviada a treballar al camp on hi va estar durant set anys.
Va començar a escriure poesia el 1974. Posteriorment es va integrar en el grup de poetes Ménglóng Shīrén, (traduït com a "poetes bromosos") que van començar a publicar les seves obres en la revista 今天 (Jintian) que va publicar-se des de 1978 a 1980, fundada per Bei Dao i Mang Ke, amb col·laboradors com Shu Ting, Yang Lian i Gu Cheng.
A la primavera de 1978, va ingressar al departament xinès de la Universitat de Jilin. El 1982 es va graduar a la Universitat de Jilin i va treballar com a editora de literatura cinematogràfica després de graduar-se. El 1985 es va traslladar a Shenzhen on va iniciar la seva activitat com a escriptora professional i el 1986 es va publicar una primera selecció de la seva obra poètica.
Alguns crítics han definit la seva poesia com "íntima, domèstica i directa, caracteritzada per una veu personal i tranquila, tot explorant el que ha anomenat "l'estat complex de la psique humana" i diuen que Wang és molt conscient dels perills i paradoxes de la vida de l'escriptora.
El 1988, es va unir a l'Associació d'Escriptors Xinesos.
El 1992 i el 1993 va col·laborar en poesia amb el diari de poesia Not-Not 非非 de Zhou Lunyou.
Com a guionista ha treballat a l'estudi de cinema de Changchun i ha impartit classes a la l'Escola d'Humanitats i Comunicació de la Universitat de Hainan i també ha treballat a Shenzhen Modern Decoration Magazine i Shenzhen Film Company.
Casada amb el crític i poeta Xu Jingya, també membre del moviment dels poetes bromosos.

## Obres destacades
Les seves publicacions inclouen més de vint llibres de poesia, assaig i novel·la i han estat traduïdes per escriptors i poetes com Eleanor Goodman i Pascal Petit.
- 1966: My Selected Poems
- 1992-1993: On Visiting Friends
- 1994: Exile in Shenzhen
- 1995: Human and Bird Flying Low, novel·la biogràfica
- 1997: My Paper Wraps My Fire, recull de poemes
- 2012: 上课记 Shangke ji

### Premis
- 2004: Segon premi anual de Literatura Xinesa
- 2014: Griffin Poetry Award per You Shenme Zai Wo Xinli Yiguo (有什么在我心里一过), traduït com “Something Crosses My Mind” per Eleanor Goodman.[2]